# Heavy Rain
Heavy Rain (hrv. jaka kiša) je avanturistička videoigra koju je razvio Quantic Dream samo za konzolu PlayStation 3. Igru je napisao i izrežirao osnivač i CEO te tvrtke, David Cage.
Heavy Rain je dramatični triler napravljen prema žanru film noir, koji priča priču četiriju protagonista, upletenih u slučaj "Origami ubojice", serijskog ubojice koji koristi dugačke periode jake kiše da utopi žrtve u kišnici. Ethan Mars je otac koji pokušava spasiti svog otetog sina, Madison Paige je istraživačka novinarka, Norman Jayden je FBI-jev analist zločina i Scott Shelby je privatni detektiv, a svi oni pokušavaju skupiti dokaze kako bi otkrili tko Origami ubojica zapravo jest.
Igra je osvojila nagrade Igra godine 2010. od CNN-a i Gaming Union, te Najbolja PS3 igra 2010. od GameSpy-a i IGN-a.

## Sinopsis
Igra počinje s Ethanom Marsom, koji provodi ugodan život sa svojom obitelji. Kasnije, izgubi sina u trgovačkom centru i nađe ga izvan, s druge strane ulice. Prilikom prelaska ulice, Ethan se baci kako bi spasio sina od nadolazećeg auta, no ne uspijeva. Sin pogiba, a Ethan pada u šestomjesečnu komu. Dvije godine nakon nesreće, Ethan pati od depresije, ima fobiju od gomila ljudi i višesatne periode tijekom kojih se ne sjeća što je radio. Rastavljen je, a drugi sin, Shaun, je udaljen u odnosu s njim. Dok je u parku sa Shaunom, dogodi mu se period nesvjestice, i kad se osvijesti, shvati da Shauna nema.
Sinov nestanak ubrzo se poveže s ubojstvima serijskog ubojice poznatog pod nazivom "Origami ubojica". Modus operandi zločinca je da otme mlade dječake tijekom kišnih perioda, nakon čega su njihova tijela nađena na izoliranim mjestima, uzrok smrti je utapanje, s origami životinjom u rukama i orhidejom na prsima. FBI-jev analitičar Norman Jayden dolazi pomoći policiji u slučaju te zaključi da je dijete zaključano negdje gdje, nakon što padanje kiše dovede do povećanja razine vode od 6 palaca (15,24 cm), tijelo će mu biti potpuno pod vodom i umrijet će od utapljanja. Shvaća da imaju manje od 72 sata da nađu Shauna.
Ethan bježi u motel kako bi pobjegao medijima. Primi pismo koje ga odvede do ormarića na kolodvoru, gdje nađe kutiju za cipele u kojoj su mobitel, pištolj i pet origami figurica. Iz telefona sazna da treba izvesti pet kušnji, jednu za svaku origami figuricu, kako bi pokazao što će sve učiniti da spasi sina te će nakon svake uspješno izvedene kušnje u maniri igre vješala dobiti dijelove adrese gdje mu se sin nalazi. Kušnje nose sve veći i veći rizik, od fizičke boli i strujnih udara, do amputacije dijela prsta, ubojstva čovjeka i pijenja otrova. Dok obavlja kušnje, u motelu upoznaje Madison Paige, koja pati od nesanice, a ona mu pomogne da se fizički i emocionalno oporavi od svake kušnje. Madison sama počne istraživati tko stoji iza kušnji.
Jayden, koji radi s poručnikom Carterom Blakeom, istražuje dva sumnjivca, no bez uspjeha. Ethanova bivša žena dođe na policiju i kaže im o Ethanovim periodima nesvjestice, što ih dovede do Ethanovog psihijatra (kojeg je David Cage modelirao prema svom izgledu). Blake je siguran da je Ethan Origami ubojica, no Jayden i dalje slijedi dokaze nastojeći to opovrgnuti. Blake je nakon razgovora sa psihijatrom uvjeren da je Ethan ubojica i pokušava ga uloviti, no Ethan bježi od policije jer mora spasiti sina.
Tijekom tih događaja, privatni detektiv Scott Shelby posjećuje nekoliko roditelja bivših žrtava Origami ubojice, kako bi prikupio informacije i dokaze. Jedna majka, Lauren Winter, inzistira da mu pomogne, kako bi se cijela priča napokon završila. Njih u krivom smjeru odvede bogati casanova koji tvrdi da je ubojica, a od daljnjeg istraživanja ih spriječi njegov otac.

## Kraj
Kasnije u igri, igrač uzima ulogu petog lika, Origami ubojice u djetinjstvu, koji je izgubio brata blizanca Johna, nakon što je ovaj pao u otvorenu cijev na gradilištu kroz koju je u bujici prolazila kišnica te nije uspio nagovoriti oca alkoholičara da mu pomogne spasiti brata, koji se jedva držao za rub cijevi. Origami ubojica je Scott Sheppard, koji je nakon posvojenja promijenio ime u Scott Shelby. Shelby je oranizirao mnogo "ispita" pod imenom "John Sheppard", tražeći oca koji je mogao učiniti to što njegov otac nije mogao, oca koji će dati sve da spasi svoga sina. S ciljem skupljanja i uništavanja svih dokaza koji bi ga mogli povezati sa zločinima, Scott Shelby glumi privatnog istražitelja i laže da su ga zaposlile obitelji ubijene djece da nađe ubojicu.
Postoji preko 20 različitih krajeva u igri, a mogućih kombinacija različitih krajeva ima mnogo više, ovisno o tome jesu li Ethan, Madison i Jayden pojedinačno otkrili gdje se Shaun nalazi i da je Scott Shelby Origami ubojica. Konačan kraj igre ovisi o izborima i potezima koje je igrač obavljao tijekom igre; tri od četiri igrača mogu umrijeti ili ne uspjeti doći do Shauna prije no što se utopi, ili dopustiti Shelbyju da pobjegne. Detalji epiloga ovisit će o malim i velikim događajima koji se odvijaju kroz igru. Općenito, pokazuje se izvještaj na vijestima o statusu slučaja Origami ubojice i životi preživjelih likova poslije događaja u igri.